# Cesonia
Cesonia es un género de arañas araneomorfas de la familia Gnaphosidae. Se encuentra en América, las Antillas y Cuenca del Mediterráneo. 

## Lista de especies
Según The World Spider Catalog 12.0:
- Cesonia aspida Chatzaki, 2002
- Cesonia bilineata (Hentz, 1847)
- Cesonia bixleri Platnick & Shadab, 1980
- Cesonia boca Platnick & Shadab, 1980
- Cesonia bryantae Platnick & Shadab, 1980
- Cesonia cana Platnick & Shadab, 1980
- Cesonia cerralvo Platnick & Shadab, 1980
- Cesonia chickeringi Platnick & Shadab, 1980
- Cesonia cincta (Banks, 1909)
- Cesonia classica Chamberlin, 1924
- Cesonia coala Platnick & Shadab, 1980
- Cesonia cuernavaca Platnick & Shadab, 1980
- Cesonia desecheo Platnick & Shadab, 1980
- Cesonia ditta Platnick & Shadab, 1980
- Cesonia elegans (Simon, 1891)
- Cesonia gertschi Platnick & Shadab, 1980
- Cesonia grisea (Banks, 1914)
- Cesonia irvingi (Mello-Leitão, 1944)
- Cesonia iviei Platnick & Shadab, 1980
- Cesonia josephus (Chamberlin & Gertsch, 1940)
- Cesonia lacertosa Chickering, 1949
- Cesonia leechi Platnick & Shadab, 1980
- Cesonia lugubris (O. Pickard-Cambridge, 1896)
- Cesonia maculata Platnick & Shadab, 1980
- Cesonia nadleri Platnick & Shadab, 1980
- Cesonia notata Chickering, 1949
- Cesonia pudica Chickering, 1949
- Cesonia rothi Platnick & Shadab, 1980
- Cesonia sincera Gertsch & Mulaik, 1936
- Cesonia trivittata Banks, 1898
- Cesonia ubicki Platnick & Shadab, 1980